# 南方過渡委員會
南方過渡委員會（阿拉伯语：‎，羅馬化：al-Majlis al-Intiqālī l-Janūbiyy）是葉門的分離主義組織。委員會的成員包含南部5省的省長和政府閣員2人，由南方运动派閥所组成，過去曾主張南葉門脱离重新獨立。
2017年5月，南方過渡委員會宣稱已統治大部分葉門南部領土。 该组织下属的武装“安全带”部隊得到了来自阿拉伯联合酋长国的资金支持。
2020年7月29日，南方過渡委員會宣佈放棄自治宣言，並於同年12月18日與哈迪组建联合政府，同意将各自作战部队划归政府国防部下统一指挥。